# Acquate
Acquate (Aquàa in dialetto lecchese) è un rione e una parrocchia della città di Lecco che comprende la periferia nordorientale del centro abitato.

## Geografia fisica
Si trova circa 1,5 chilometri a nord-est del centro comunale, ai piedi della collina posta tra i torrenti Bione e Caldone (quest'ultimo scorre a poche decine di metri dalla chiesa parrocchiale).

## Storia
Si sa che già nel 1232 esisteva un nucleo originario, con relativa chiesa, del paese di Acquate, piccolo borgo montano, allora comune autonomo, facente parte della Comunità Generale di Lecco all'interno del Ducato di Milano.
Con la divisione della Lombardia austriaca in province nel 1786, Acquate, che contava 760 anime, fu assegnato alla provincia di Como, passando già nel 1791 sotto quella di Milano, mentre nel medesimo periodo era stato assegnato alla pieve di Lecco.
In età napoleonica, più precisamente nell'anno 1809, Acquate coi suoi 815 abitanti divenne frazione della città di Lecco, recuperando l'autonomia con la costituzione del Regno Lombardo-Veneto nel 1815. Sei anni dopo il governo convocò le elezioni municipali per la scelta del primo consiglio comunale.
All'unità d'Italia, anno 1861, Acquate contava 1 481 abitanti, mentre nel 1921 ne contava 2 421.
Il comune di Acquate venne soppresso ed aggregato a Lecco nel 1923.
Ad Acquate è nata suor Lucia Ripamonti, religiosa dichiarata beata  il 23 ottobre 2021.

## Monumenti e luoghi d'interesse
- Chiesa dei Santi Giorgio, Caterina ed Egidio
- Santuario di Nostra Signora di Lourdes

## Scigalott d'or
Lo Scigalott d'or (termine lecchese che in italiano significa "cicala d'oro")  è la fiera del quartiere; molto sentita dai paesani, si svolge nel mese di settembre una volta ogni due anni (negli anni dispari) e consiste nello svolgimento di svariate attività, competitive e non, organizzate tra le sei diverse contrade che compongono il rione, ossia:
- Bassana
- Colongardo
- Concezione
- Poteo
- Vicinali
- Zuccarello

## Luogo manzoniano
Si ritiene che ad Acquate siano ambientate parecchie scene de I promessi sposi, tra le quali l'incipit del romanzo, ossia l'incontro di Don Abbondio con i due Bravi. Il quartiere è ritenuto essere il paese nativo di Renzo e Lucia, e ivi si trovano tuttora alcuni edifici citati dal Manzoni, come la tradizionale casa di Lucia (quella presunta si trova nel quartiere di Olate).